# Hébrides intérieures
Pour les articles homonymes, voir Hébrides (homonymie).
Les Hébrides intérieures (en anglais Inner Hebrides, en gaélique écossais Na h-Eileanan a-staigh) sont un groupe d'îles orienté nord-sud, situé à l'ouest de l'Écosse et appartenant à l'archipel des Hébrides. 
Les îles principales sont très proches de la côte écossaise, à l'exception d'Islay qui en est distante de 23 km. Mais seulement 430 mètres séparent l'île de Île de Skye de l'île de Grande-Bretagne.
Elles sont habituellement scindées en deux groupes :
- les îles du Nord ;
- les îles du Sud.

## Îles du Nord
Les Hébrides intérieures du Nord comprennent l'île de Skye, les îles Small et quelques autres îles de petite taille entourant l'île de Skye dont :
- les îles Ascrib ;
- les îles Crowlin ;
- Isay ;
- Longay ;
- Ornsay ;
- Raasay ;
- Pabay ;
- Scalpay, Soay, South Rona ;
- Wiay.

## Îles du Sud
Les Hébrides intérieures du Sud comprennent l'île de Mull, Islay, Jura, les îles Slate, les îles Treshnish et quelques autres îles de petite taille entourant l'île de Mull, à savoir :
- Île Calve, île Cara, Carna, Coll, Colonsay, Oronsay ;
- Eileach an Naoimh, Eilean Dubh Mòr, Eilean Macaskin, Eilean Rìgh, Eorsa, Erraid ;
- Garbh Eileach, île de Gigha, Gometra, Gunna, Shuna ;
- Iona, Inch Kenneth ;
- Kerrera ;
- Lismore, Little Colonsay, Luing, Lunga ;
- Orsay;
- Scarba, Seil, Shuna, Staffa ;
- Texa, Tiree ;
- Ulva.